# Ежи (река)
Ежи — река в Томской области России, правый приток Чулыма. Устье реки находится в 4 км от устья бывшей протоки Чулыма Бурбинская Курья по правому берегу. Протяжённость реки 42 км. Высота устья 91 м.
На реке располагаются село Ежи, посёлки Петровск и Заречный.

## Данные водного реестра
По данным государственного водного реестра России относится к Верхнеобскому бассейновому округу,
 речной бассейн реки — (Верхняя) Обь до впадения Иртыша,
 речной подбассейн реки — Чулым,
 водохозяйственный участок реки — Чулым от в/п с. Зырянское до устья.
Код водного объекта — 13010400312115200021247.